# زنان آمازون در ماه
زنان آمازون در ماه (به انگلیسی: Amazon Women on the Moon) فیلمی محصول سال ۱۹۸۷ است. در این فیلم بازیگرانی همچون آرسنیو هال، مونیک گابریل، لو جاکوبی، میشل فایفر، پیتر هورتون، جو پانتولیانو، دیوید آلن گرایر، رزانا آرکت، پال بارتل، رالف بلامی، کری فیشر، سیبیل دانینگ، گریفین دان، استیو فارست، مونیک گابریل، استیو آلن، استیو گوتنبرگ، هاورد هسمن، اد بیگلی. جی آر، راس مایر، کلی پرستون، هنی یانگمن، بی.بی. کینگ و لانا کلارکسون ایفای نقش کرده‌اند.